# Emilio Chiovenda
Emilio Chiovenda (Roma, 18 de maig de 1871 - Bolonya, 19 de febrer de 1941) va ser un botànic, briòleg, algòleg, pteridòleg i professor italià.
Va estudiar a la Universitat de Roma entre 1891 i 1898
Col·lecta a Itàlia, Eritrea i Etiòpia, especialment en les Muntanyes Ruwenzori, de 1893 a 1909. Va ser un freqüent col·laborador amb Pietro Romualdo Pirotta en el seu treball sobre la Flora de Colònia Eritrea; també va ser associat amb moltes altres institucions.
En 1926 va començar la seva carrera com a docent, la qual el va dur a treballar a les universitats de Catània, Mòdena i Roma.
Les seves principals col·leccions romanen a la Universitat de Bolonya, amb prop de 20.000 mostres.

## Algunes publicacions
- Flora della Colonia Eritrea. 1903 (en colaboración con Romualdo Pirotta)
- Flora delle Alpi Lepontine occidentali. 1904-1935
- Flora somala Roma, Sindacato italiano arti grafiche, 1929
- Pteridophyta Catania, Tip. Giandolfo, 1929
- Il papiro in Italia : un interessante problema di biologia, sistematica e fitogeografia Forli, Tip. Valbonesi, 1931